# Dietrich Ellger (Kunsthistoriker)
Dietrich Ellger (* 30. März 1922 in Wiednitz; † 18. Oktober 2007 in Münster) war ein deutscher Kunsthistoriker und Denkmalpfleger.

## Werdegang
Nach dem Abitur 1940 am Gymnasium Augustinum in Görlitz begann Ellger in Berlin Kunstgeschichte, klassische Archäologie und Geschichte zu studieren. Das durch Wehrdienst und Krieg unterbrochene Studium konnte er erst 1948 in Kiel wieder aufnehmen. Nach der Promotion 1951 mit einer Arbeit über die Baugeschichte der Marienkirche in Lübeck war Ellger beim Landesamt für Denkmalpflege Schleswig-Holstein tätig, ab 1956 als Leiter der Inventarisation und ab 1969 auch als Stellvertreter des Landeskonservators Hartwig Beseler. Ab dem 1. Januar 1972 leitete Ellger bis zu seiner Pensionierung am 31. März 1987 als Nachfolger von Hermann Busen das Denkmalamt des Landschaftsverbandes Westfalen-Lippe. Auf die neuen Herausforderungen an die Denkmalpflege reagierte er durch die Einrichtung eines Referats für Technische Kulturdenkmäler und einer flächendeckenden Schnellinventarisation.
1975 wurde Ellger zum Honorarprofessor an der Westfälischen Wilhelms-Universität Münster ernannt und 1976 als erster Denkmalpfleger für vier Jahre zum Vorsitzenden des Verbandes Deutscher Kunsthistoriker gewählt. Seit 1980 war Ellger ordentliches, seit 1988 korrespondierendes Mitglied der Historischen Kommission für Westfalen.
In der Frage der Rekonstruktion verlorener Denkmäler nahm Ellger auf der Jahrestagung der Vereinigung der Landesdenkmalpfleger 1980 in Münster eine ausgewogene Position ein, die zum einen auf deren grundsätzliche Problematik verwies, zum anderen aber die Legitimität des Vorgehens betonte, wenn „Spätere … das ungeschmälerte Verwirklichtsein einer alten Erfindung für wertvoller erachten als die unmittelbaren Zeugen der nachherigen Veränderung“. Ein Ergebnis seiner Bemühungen in dieser Hinsicht war die Wiedererrichtung des verlorenen Barockaltars der Paderborner Jesuitenkirche.

## Schriften (Auswahl)
- mit Johanna Kolbe: St. Marien zu Lübeck und seine Wandmalereien. Wachholtz, Neumünster 1951.
- Die Kunstdenkmäler des Landkreises Flensburg. (= Die Kunstdenkmäler des Landes Schleswig-Holstein). Deutscher Kunstverlag, München/Berlin 1952.
- Schleswig-Holstein (= Deutsche Lande - Deutsche Kunst). Deutscher Kunstverlag, München/Berlin 1956; 3. Auflage 1974.
- Die Kunstdenkmäler des Landkreises Schleswig, ohne die Stadt Schleswig. (= Die Kunstdenkmäler des Landes Schleswig-Holstein). Deutscher Kunstverlag, München/Berlin 1957.
- Die Kunstdenkmäler der Stadt Schleswig. 2. Band: Der Dom zu Schleswig und der ehemalige Dombezirk. (= Die Kunstdenkmäler des Landes Schleswig-Holstein). Deutscher Kunstverlag, München/Berlin 1966.
- Konservator im Alltag. Aufsätze und Vorträge (= Denkmalpflege und Forschung in Westfalen. Bd. 15). Habelt, Bonn 1987.